# Polský dvořan
Polský dvořan - kniha polského renesančního spisovatele Łukasze Górnického, vydaná v roce 1566 v Krakově. Šlo již o pátou adaptaci do evropského jazyka díla Itala Baldassara Castigliona (1478 –1529) Il Cortegiano (Dvořan). V češtině vyšla kniha v roce 1977 v překladu Jaroslava Simonidese.
Jedná se adaptační překlad, který byl v době renesance velmi častým jevem. Jde tedy spíše o přizpůsobení děje domácímu prostředí, než o klasický překlad. Již v úvodu své práce Górnicki vysvětluje, že nemohl přeložit vše tak, jak to bylo napsáno v originále. Některé části zkrátil, jiné vypouští zcela. Vynechal některé anekdoty, které by nemohly být v Polsku pochopeny a nahrazuje je jinými z polského prostředí. Z asi 100 anekdot v originále, přeložil  a popolštil pouze 40 a sám dodal dalších asi 40. Dalších 10 přemísťuje do polského prostředí a 7 čerpá z tvorby Cicerona. Snížil také rozsah různých intelektuálních rozhovorů, například o hudbě, malířství a literatuře, naopak přidal rozpravy týkající se polského jazyka a jeho pozice mezi jazyky ostatními. Zvýraznil i didaktickou stránku svého díla, neboť ta nebyla v originále v popředí. Snažil se tím předat čtenáři zásady nového typu kultury a morálky šířící se renesance a humanismu. Snížil počet rozmlouvajících z 25 na 9 a také z dialogu vyloučil  ženy, neboť prý jak píše sám autor: „…Polky nejsou tak učené jako Italky.“. Stejně jako originál má Dworzanin polski formu dialogického traktátu, jehož forma byla oblíbena již od dob antických.

## Obsah
Dílo se skládá z dedikačního listu králi Zikmundovi II. Augustovi, úvodu a čtyř knih.

### Dedikační list Zikmundovi II.
Dedikační list králi Zikmundovi II. je panegyrikem na vládu tohoto krále. Górnicki ho zde chválí hlavně za to, jak se stará o rozvoj písemnictví v Polsku, což odpovídá skutečnosti, neboť právě za  vlády  Zikmunda II., a před ním jeho otce Zikmunda I. Starého, bylo založeno mnoho tiskáren. Zatímco v roce 1503 byla v Polsku tiskárna pouze jedna, roku 1580 jich bylo již sedmnáct. Górnicki též upozorňuje na předlohu svého díla - Il Cortegiana od Baldassara Castiglioneho. Celé dílo věnuje králi, neboť je sepisoval právě z jeho podmětu.

### Úvod
V krátkém úvodu autor zdůvodňuje svůj postup při překladu díla a uvádí části, které nepřeložil a vysvětluje proč je do své adaptace nezahrnul.

### Kniha první
Celý děj je situován do vily krakovského biskupa Samuela Maciejowského v Prądniku nedaleko Krakova. Zde kolem sebe biskup sdružoval učence, z nichž mnoho později získalo vysoké postavení ve státní správě. Děj se odehrává někdy v roce 1548, krátce po smrti krále Zikmunda I., v čase, kdy se Samuel Maciejowski na nějaký čas uchýlil do svého sídla. Biskup se setká se svými dvořany, kritizuje hru v karty a naopak vychvaluje různé duchaplné „hovorové hry“ tříbící rozum. Žádá šest dvořanů, aby se pokusili nějaké takové hry vymyslet. Jeho dvořané – pánové Kostka, Wapowski, Myszkowski, Derśniak, Bojanowski a Kryski navrhují různé hry. Nakonec se všem nejvíce líbí hra pana Bojanowského, který navrhne, aby každý vylíčil dokonalého dvořana. Biskup Maciejowski předává vedení dialogu svému bratru Stanislawovi, který je zde oslovován jako „pan z Lublina“. Všechny doplňuje ještě jeden dvořan – Lupa Podlowski – častý oponent, tradicionalista a milovník starých pořádků. Jako první popisuje ideálního dvořana pan Kryski – vyzdvihuje šlechtický původ, znalost rytířského řemesla, nenucenost, dobrou tělesnou stavbu, učenost, sečtělost, znalost jazyků a hudby.
V této knize je také velmi zajímavá diskuse o polském jazyku a o výpůjčkách z jiných jazyků. Jako první je doporučována čeština – zejména pro obecné použití, pak také ostatní slovanské jazyky – ruština, kašubština a jihoslovanské jazyky, pro různé terminologie je považována za vhodnou latina.

### Kniha druhá
V druhé knize rozšiřuje to, co v první řekl pan Kryski pan Myszkowski. Mluví hlavně o oddanosti svému pánu, snaze dvořana získat si a udržet dobrou pověst sebe i svého pána a vtipnosti. Povídání o vtipnosti je zde dán poměrně velký prostor, objevuje se zde velké množství anekdot z cizího i domácího prostředí. Tím se stává toto dílo jednou z nejoblíbenějších a nejrozšířenějších sbírek anekdot v 16. století. Je zde představena celá typologie žertů oné doby. S tím, že by se nemělo vtipkovat o ženách je nadneseno téma příštího dne – diskuzi o ideální dvořance.

### Kniha třetí
Třetí kniha začíná chválou biskupa Maciejowského a poté pokračuje rozhovor o ideální ženě. Hlavní slovo má pan Kostka, vychází z představy dvořana, ale nachází různé určité odlišnosti typické pouze pro ženu – zejména pořádkumilovnost, cudnost, umění řídit domácnost a vychovávat děti. Pan Bojanowski stále vystupuje proti panu Kostkovi, který dle jeho mínění ženy příliš chválí a rozmluva místy přerůstá v hádku.

### Kniha čtvrtá
Ve čtvrté knize se pokračuje v líčení ideálního dvořana, který má být věrný svému pánovi a zároveň se musí snažit vést k tomu, aby konal dobré věci a choval se správně. Tím Górnicki naráží na dobový problém, kdy se někteří páni chovali hůře než jejich poddaní. Dvořan by proto měl být schopen odvrátit svého pána od nešlechetných věcí, protože: „nabádání pána k dobru a odvracení od zla je opravdovým plodem (…) dvořanství.“. Poslední kniha je pak ukončena dialogem o lásce a kráse.